# Trichorhina atlasi
Trichorhina atlasi is een pissebed uit de familie Platyarthridae. De wetenschappelijke naam van de soort is voor het eerst geldig gepubliceerd in 1959 door Albert Vandel.